# Spionageroman
Der Ausdruck Spionageroman bezeichnet in der Kriminalliteratur das Genre des mit Sachverhalt der Spionage befassten Thrillers.
In der Literaturwissenschaft werden die Begriffe Spionageroman und Agentenroman oft synonym verwendet. Der Spionageroman ist keine Untergattung des Kriminalromans. Obwohl schon in der Bibel von Spionage die Rede ist, beginnt der Spionageroman als eigenständiges Genre erst in der zweiten Hälfte des 19. Jahrhunderts.

## Der britische Spionageroman bis zum Zweiten Weltkrieg
Ausgangspunkt sind im angelsächsischen Bereich Invasionsromane, vor allem die Geschichte „The Battle of Dorking“ (1871) von George Tomkyns Chesney. In der Folge von Chesneys Geschichte erschienen mehrere Geschichten, in denen eine Invasion Großbritanniens verhindert wird, weil die Briten durch Spione bereits frühzeitig über die Pläne des Gegners informiert sind.
Dieses Muster liegt auch dem nach allgemeinem Konsens ersten echten Spionageroman The Riddle of the Sands (1903) von Robert Erskine Childers zu Grunde. Zwei englische Gentlemen entlarven einen britischen Verräter im Dienst der Deutschen und vereiteln den Plan der Deutschen, Großbritannien zu erobern.
In den Jahren bis zum Ersten Weltkrieg erschienen noch viele Romane dieser Art, wobei sich das Feindbild der weltpolitischen Situation entsprechend immer mehr auf das Deutsche Reich festlegte. Die damals bekanntesten Autoren waren William Le Queux und Edward Phillips Oppenheim. Die Helden dieser frühen Spionageromane waren stets Gentlemen, die nicht nur gegen den außenpolitischen Gegner kämpften, sondern auch im Inneren gegen politische und soziale Unruhe. Diese frühen Spionageromane waren offen didaktisch und propagandistisch.
Im Ersten Weltkrieg verfasste John Buchan seine Spionageromane über Richard Hannay. Seinen ersten Auftritt hat Hannay in The Thirty-Nine Steps (1915). Er wird zufällig in ein Komplott deutscher Spione verwickelt, flieht von der Polizei und deutschen Spionen gejagt nach Schottland und kann schließlich die Verschwörung aufdecken. In den folgenden Romanen ist Richard Hannay nicht nur an den Kriegsschauplätzen gegen die Deutschen, sondern auch an der Heimatfront gegen Pazifisten und Sozialisten aktiv. Buchans Romane waren offen propagandistisch und als Unterhaltung für die Frontsoldaten konzipiert. Sein Held Richard Hannay sollte eine Vorbildfunktion übernehmen.
Nach dem Sieg über das Deutsche Reich zeichnete sich im britischen Spionageroman schnell ein neues Feindbild ab: der Bolschewismus. Vor allem Herman McNeile, der unter dem Pseudonym „Sapper“ (=Pionier) schrieb, benutzte dieses Feindbild. Sein Held Bulldog Drummond ist ein demobilisierter Offizier, der aus Langeweile als Privatdetektiv arbeitet. Im ersten Roman Bulldog Drummond (1920) stößt er auf ein Komplott, in England eine Revolution anzuzetteln. Hinter den Bolschewiki steht ein internationaler „master criminal“. Im zweiten Roman The Black Gang (1922) gründet Drummond mit ehemaligen Kriegskameraden eine schwarz gekleidete Geheimarmee, die Bolschewiki, Juden und Verbrecher in einem privaten Straflager interniert – eine Art Privat-KZ einer Privat-SS.
Neben diesen rechtsgerichteten Spionageromanen erscheinen in der Zwischenkriegszeit in England aber auch Spionageromane, die eine entgegengesetzte politische Botschaft verkünden. Geoffrey Household schreibt mit Rogue Male einen Thriller über einen Großwildjäger, der einen unbenannten europäischen Diktator zu ermorden versucht. Das Attentat scheitert, der Held flieht und gräbt sich buchstäblich in der englischen Landschaft ein. Der Stil erinnert an die Thriller von Buchan und Sapper, doch Households Held handelt nicht aus Patriotismus, sondern aus persönlichen Motiven: Er will Rache für seine Geliebte, die von der Geheimpolizei des Diktators ermordet wurde. Zudem bleibt offen, ob es sich bei dem Diktator um Hitler oder Stalin handelt. Households Held ist ein Individualist, der jede Form von Totalitarismus verurteilt.
Zu Beginn des Zweiten Weltkriegs versuchte sich auch die damals bereits berühmte Kriminalschriftstellerin Agatha Christie in dem Genre. In ihrem 1941 veröffentlichten Spionageroman Rotkäppchen und der böse Wolf enttarnen die britischen Geheimagenten Tommy und Tuppence Beresford Maulwürfe der sogenannten Fünften Kolonne in den eigenen Reihen, Drahtzieher ist ein hochrangiger Offizier der Abwehr. Der "gute Deutsche" tritt darin auf als adeliger Wissenschaftler, der vor den Nazis nach Großbritannien floh und nun für die britische Regierung arbeitet. Christie vertritt in diesem Spionageroman zwar konservative Positionen, setzt sich allerdings kritisch mit der Internierung aller Deutschen in Großbritannien ohne Ansehen der individuellen Persönlichkeit auseinander, wie die britische Regierung sie in jener frühen Kriegsphase betrieb. Das Geheimdienstpaar tritt hier als eher liberale, individualistisch gesinnte Patrioten mit Abenteuerlust im Blut auf.
Einen noch radikaleren Bruch mit der Tradition vollzieht Eric Ambler. Er benutzt die Form des Spionageromans, um eine linksgerichtete politische Botschaft zu verbreiten. Sein Held ist kein patriotischer Gentleman oder Ex-Offizier, sondern ein ängstlicher Durchschnittsbürger, der im Ausland in eine politische Intrige verwickelt wird und sich für eine politische Richtung entscheiden muss. Das Feindbild in Amblers Romanen ist nicht der Kommunismus (sowjetische Agenten treten sogar als lustige Helfer des Helden auf), sondern der Kapitalismus. Für Ambler ist der Kapitalismus Schuld an Krieg und Krisen, die Großindustrie, insbes. die Waffenfabrikanten, ziehen im Hintergrund die Strippen. Diese Haltung erklärt auch, warum Ambler in seinen Romanen aus den 1930er Jahren – z. B. The Dark Frontier (1936), Cause for Alarm (1938) oder The Mask of Dimitrios (1939) – nicht die  Nationalsozialisten als Feindbild benutzt. Erst nach 1945 änderte Ambler seine politische Einstellung. Er erkannte die Schrecken des Kommunismus und thematisierte in Judgement on Deltchev (1951) die stalinistischen Schauprozesse.

## Der britische Spionageroman bis zum Ende des Kalten Krieges
Der Kalte Krieg mit seiner zweigeteilten Welt und einem klaren Feindbild bot für den Spionageroman geradezu ideale Voraussetzungen. In den fünfziger und frühen sechziger Jahren beherrschte vor allem ein Name die Szene: James Bond. Schöpfer des Topagenten 007 mit der Lizenz zum Töten ist der Brite Ian Fleming. James Bond wurde schnell zu einem "cultural hero", der von vielen Kritikern verdammt wurde, von anderen Kritikern und den Lesern hingegen geliebt wurde. Der Erfolg von James Bond steigerte sich durch die Romanverfilmungen in bis dahin nicht gekannte Ausmaße. Ein Grund des Erfolgs der Romane liegt wohl darin, dass sie den Zeitgeist genau widerspiegeln: die aufkommende Wohlstandsgesellschaft und die sexuelle Befreiung finden ihren Niederschlag in den 007-Romanen. Bond umgibt sich stets mit ausgesuchten Luxusartikeln und konsumiert Frauen genauso wie Champagner. Was das Feindbild in den Romanen betrifft, so hat Fleming sich auch hier der vorherrschenden Stimmung angepasst. In den frühen Romanen sind die Sowjets die Feinde, als der Kalte Krieg abflaut, erfindet Fleming die Geheimorganisation SPECTRE, ein Zusammenschluss von Gangstern und Mitgliedern extremer politischer Organisationen, quasi das Böse schlechthin. Bonds Gegenspieler sind stets "master criminals" wie Dr. No, Goldfinger oder Ernst Stavro Blofeld. Diese Figuren werden schon rein äußerlich so übertrieben dargestellt, dass sie als Karikaturen erscheinen. Fleming ist, wie Umberto Eco es genannt hat, ein "Ingenieur des Konsumromans", der die Vorurteile seiner Leser bedient, ohne sie selbst zu teilen. Flemings Bond-Romane stehen zwar eindeutig in einer Traditionslinie mit den Romanen von Buchan und Sapper, doch anders als seine Vorgänger hat Fleming keine propagandistische Botschaft, sondern schreibt lediglich, um Geld zu verdienen.
In den sechziger Jahren kam es dann zu einer Gegenbewegung im britischen Spionageroman. Autoren wie John le Carré und Len Deighton hatten mit ihren realistischen Spionageromanen großen Erfolg. In ihren Romanen ist die Welt nicht mehr eindeutig in schwarz und weiß eingeteilt, stattdessen herrschen Grautöne vor. Als Reaktion auf reale britische Spionageskandale tauchen in ihren Romanen oft Verräter, Doppelagenten und Maulwürfe auf.